# Pompeji (film)
A Pompeji (eredeti cím: Pompeii) 2014-ben bemutatott amerikai–kanadai–német történelmi katasztrófafilm, melynek rendezője és producere Paul W. S. Anderson. A főbb szerepekben Kit Harington, Emily Browning, Carrie-Anne Moss, Adewale Akinnuoye-Agbaje, Jessica Lucas, Jared Harris és Kiefer Sutherland látható.

## Cselekmény
79. augusztus 24-én a Vezúv váratlanul kitör. Az eget elsötétíti a vulkáni hamuból képződött sötét felhő, amely azután három napig gomolyog a katasztrófa színhelye fölött. Pompeiit a vulkánkitörés teljesen elpusztítja, a várost 7–8 méter vastag hamuréteg fedi be.
Milo, a gladiátor a kitörés előtt az élettért harcol társaival együtt a város amfiteátrumában. Később meg kell találnia szerelmét, hogy kimenekítse a hamuval elárasztott városból, mielőtt azt teljesen betemetné a láva és a szüntelenül aláhulló kőzápor. A szerelmeseknek a természeti katasztrófa mellett meg kellett küzdeniük Corvus szenátorral és annak embereivel is.
Az égből záporozó hamu, kövek, lángcsóvák elől futó embereknek kevés reményük van a túlélésre. A korábban virágzó városból a legtöbben a kikötő felé menekülnek.

## Szereplők
| Szerep            | Színész                  | Magyar hang        | Magyar hang      |
| Szerep            | Színész                  | 1. szinkron        | 2. szinkron      |
| ----------------- | ------------------------ | ------------------ | ---------------- |
| Milo, a gladiátor | Kit Harington            | Czető Roland       | Fehér Tibor      |
| Cassia            | Emily Browning           | Bogdányi Titanilla | Csifó Dorina     |
| Aurelia           | Carrie-Anne Moss         | Kiss Erika         | Bertalan Ágnes   |
| Atticus           | Adewale Akinnuoye-Agbaje | Király Attila      | Kálid Artúr      |
| Ariadne           | Jessica Lucas            | Peller Mariann     | Peller Anna      |
| Corvus szenátor   | Kiefer Sutherland        | Csankó Zoltán      | Csankó Zoltán    |
| Severus           | Jared Harris             | Rosta Sándor       | Mikula Sándor    |
| Graecus           | Joe Pingue               | Hajdu Steve        | Törköly Levente  |
| Felix             | Dalmar Abuzeid           |                    |                  |
| Proculus          | Sasha Roiz               | Kardos Róbert      | Juhász Zoltán    |
| Milo édesapja     | Jean-François Lachapelle |                    |                  |
| Milo édesanyja    | Rebecca Eady             |                    |                  |
| Bellator          | Currie Graham            | Scherer Péter      | Berzsenyi Zoltán |